# 105° westerlengte

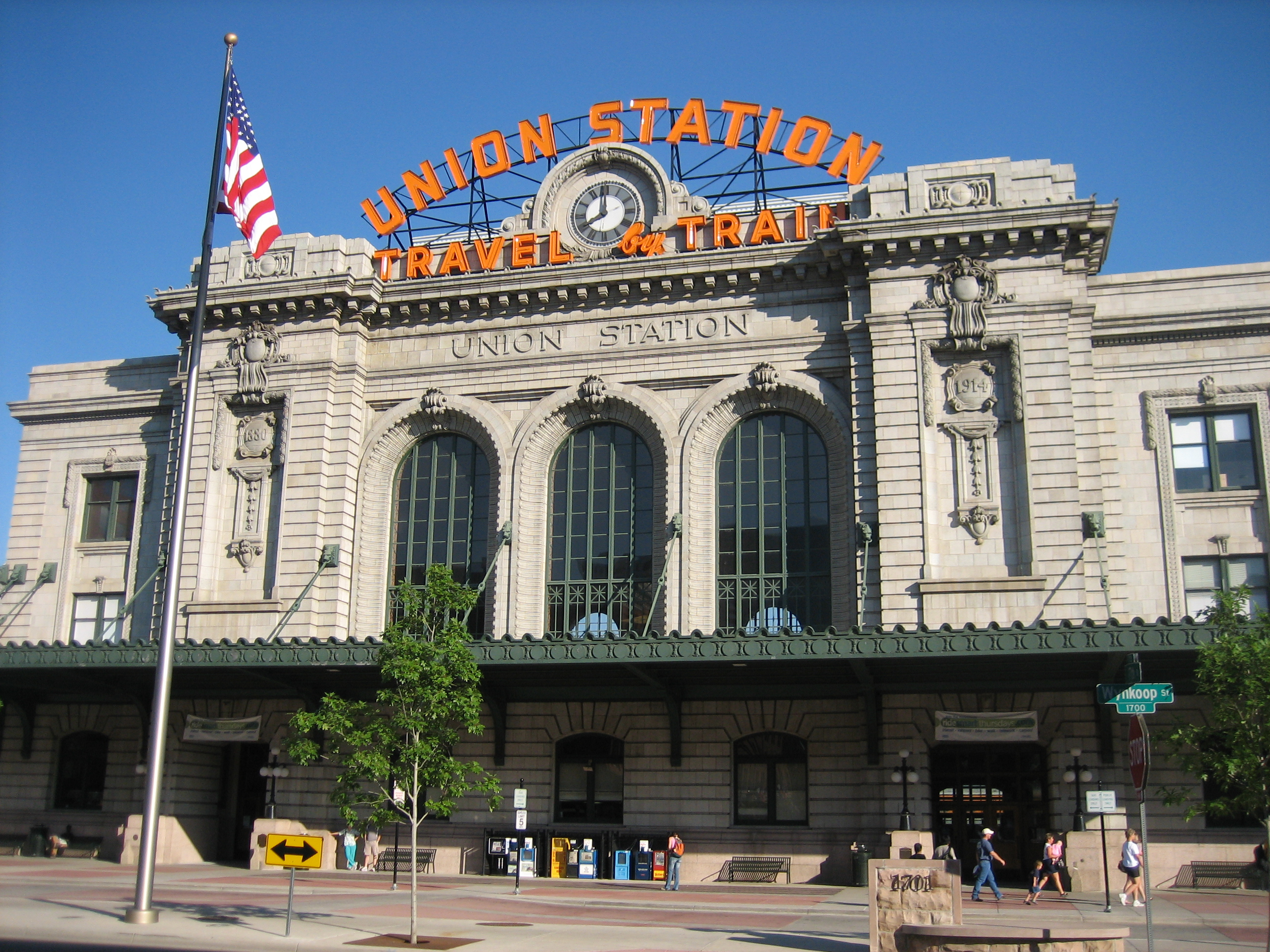
Denver Union Station ligt op de 105° WL meridiaan

105° westerlengte (ten opzichte van de nulmeridiaan) is een meridiaan of lengtegraad, onderdeel van een geografische positieaanduiding in bolcoördinaten. De lijn loopt vanaf de Noordpool naar de Noordelijke IJszee, Noord-Amerika, de Grote Oceaan, de Zuidelijke Oceaan en Antarctica en zo naar de Zuidpool.
105° WL is de referentiemeridiaan voor de zevende tijdzone ten westen van Greenwich, UTC−7, of in Noord-Amerika de Mountain Standard Time.
Interstate 25 in de Verenigde Staten loopt van Douglas (Wyoming) tot Las Vegas (New Mexico) op of rond de meridiaan en van Wellington (Colorado) tot Fort Collins (Colorado) zo goed als pal op 105° WL. De meridiaan dwarst Denver en dwarst ook het Denver Union Station, het centraal spoorwegstation van Denver.
De meridiaan op 105° westerlengte vormt een grootcirkel met de meridiaan op 75° oosterlengte. De meridiaanlijn beginnend bij de Noordpool en eindigend bij de Zuidpool gaat door de volgende landen, gebieden of zeeën.
| Land, gebied of zee | Nauwkeurigere gegevens                                        |
| ------------------- | ------------------------------------------------------------- |
| Noordelijke IJszee  |                                                               |
| Canada              | Nunavut - Ellef Ringnes-eiland, Lougheedeiland                |
| Byam Martin Channel |                                                               |
| Parrykanaal         |                                                               |
| Canada              | Nunavut - Stefansson Island, Victoria-eiland                  |
| Queen Maudgolf      |                                                               |
| Canada              | Nunavut, Northwest Territories, Saskatchewan                  |
| Verenigde Staten    | Montana, Wyoming, Colorado (dwarst Denver), New Mexico, Texas |
| Mexico              | Chihuahua, Durango, Nayarit, Jalisco                          |
| Grote Oceaan        |                                                               |
| Zuidelijke Oceaan   |                                                               |
| Antarctica          | Niet-toegeëigend gebied in Antarctica                         |